# Яхші-хан
Яхші-хан (тур. Yahşı Han Bey; д/н — 1342/1343) — 5-й бей Караманідів в 1308—1317 роках. Відомий також як Яхші-Хан-бей.

## Життєпис
Старший син Махмут-бея. Після загибелі батька 1308 року успадкував владу. Намагався розширювати свою володіння за рахунок Румського султанату, що йому успішно вдавалося до 1310 року.
1310 року монголи допомогли султанові Килич-Арслану V зміцнитися навколо Коньї. 1311 року брат Яхші-хана — Муса — став фактично самостійним (можливо Яхші й Муса стали співправителями), відновивши місто Караман. Невдовзі також відокремився інший брат — Ібрагім. Втім вони визнавали загальну зверхність Яхші-хана. Останній обрав своєю резиденцією Ерменек.
1314 року виступив проти голови дервішів-ахі Мустафи, що контролював підступити до Коньї, завдавши тому поразки. Слідом за цим вигнав султана Килич-Арслана V з Коньї. 1315 року за допомогою монголів останній повернув місто. Втім Яхші-хан продовжив боротьбу. Лише 1317 року остаточно зазнав поразки від монголів на чолі із Тимурташем Чобанідом. Внаслідок цього втратив владу над бейліком, яку захопив брат Сулейман.
Разом з тим зберіг своє володіння Ерменек, де став фактично самостійним правителем від Караманідського бейліку. 1342 або 1343 року зазнав поразки від брата Халіла, правителя Бейшехрі, й загинув.